# John Arthur Jarvis
John Arthur Jarvis (ur. 24 lutego 1872 w Leicesterze, zm. 9 maja 1933 w Holborn) – brytyjski pływak.
Trzykrotny złoty medalista letnich igrzysk olimpijskich w Paryżu na 1 km i 4 km stylem dowolnym oraz w piłce wodnej.
Trzykrotny medalista olimpiady letniej – jeden medal srebrny (1 mila stylem dowolnym) i dwa brązowe (400 m stylem dowolnym oraz sztafeta 4 × 250 m stylem dowolnym). Wystąpił też na igrzyskach w Londynie w 1908.
W 1968 został wybrany do International Swimming Hall of Fame.